# 响油鳝糊

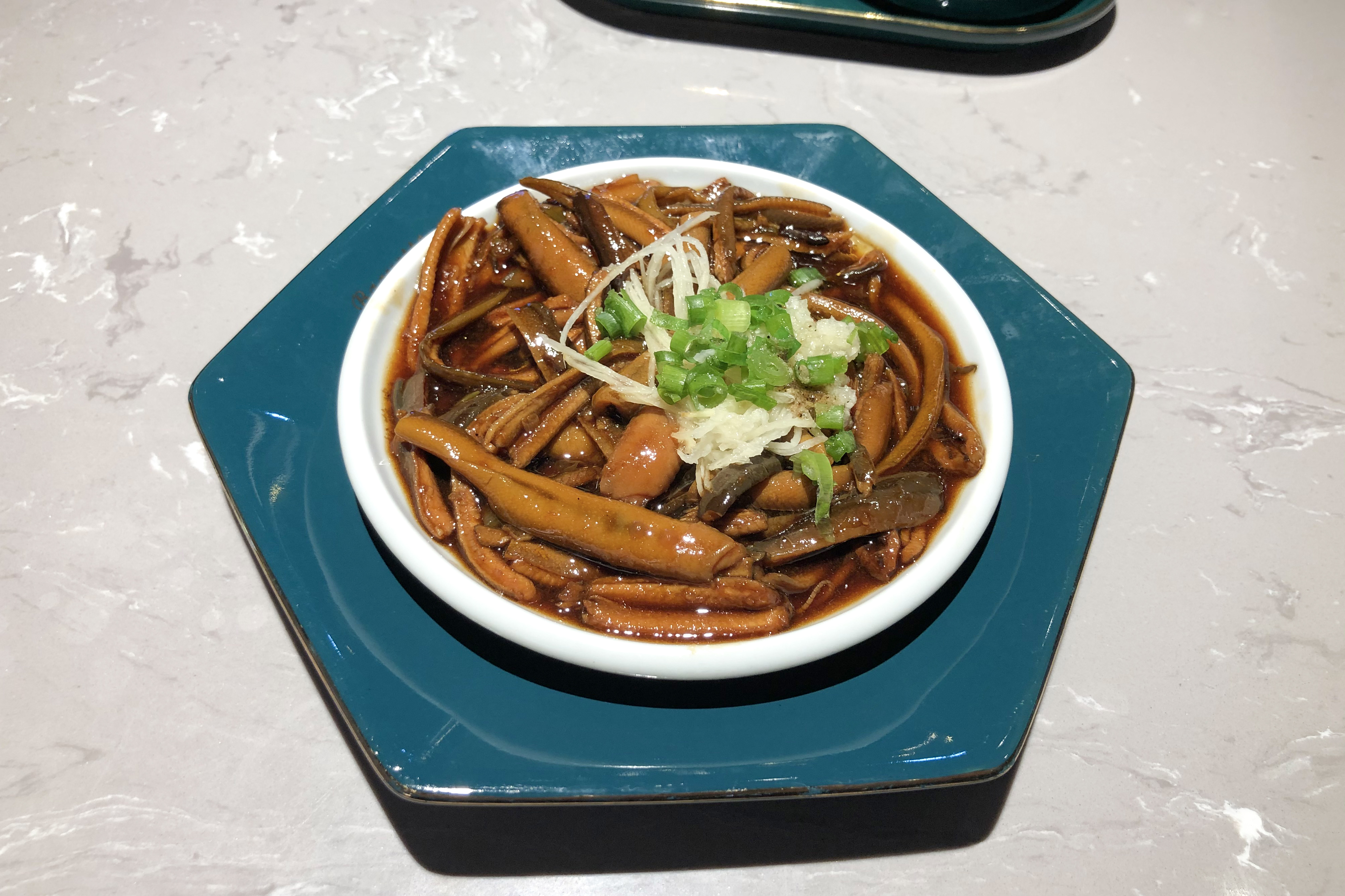
响油鳝糊

响油鳝糊是中国苏帮菜中无锡菜以及上海本幫菜的传统菜式。以中小型鳝鱼烫杀后划出的鳝丝为主料，辅料可以添加金华火腿、冬笋等，调料包括绍酒、姜、葱、老抽、生抽、糖、白胡椒粉、生粉等。急火爆炒，用水淀粉勾芡后趁热浇上热油，上桌时会发出“嘶嘶”的声音，故名“响油鳝糊”。该菜式色泽油亮，口感甜咸。